# Villar de la Encina
Villar de la Encina es un municipio y localidad española de la provincia de Cuenca, en la comunidad autónoma de Castilla-La Mancha. El término municipal tiene una población de 149 habitantes (INE 2024).

## Geografía
Integrado en la comarca de La Mancha Conquense, se sitúa a 77 km de la capital provincial. El término municipal está atravesado por la carretera N-420 entre los pK 357 y 361, además de por una carretera local que conecta con Carrascosa de Haro. El relieve del municipio es predominantemente llano, pero en pendiente descendiente de norte a sur, y con elevaciones aisladas. La altitud oscila entre los 912 m al noreste y los 758 m al sur. Cerca del pueblo se encuentra el Cerro Santo (893 m), donde se levanta una ermita. El pueblo se alza a 841 m sobre el nivel del mar.
| Noroeste: Villaescusa de Haro | Norte: Villalgordo del Marquesado | Noreste: La Almarcha                    |
| Oeste: Villaescusa de Haro    |                                   | Este: Castillo de Garcimuñoz y Pinarejo |
| Suroeste: Carrascosa de Haro  | Sur: Carrascosa de Haro           | Sureste: Santa María del Campo Rus      |

## Historia
A mediados del siglo XIX, la villa tenía contabilizada una población de 493 habitantes. Aparece descrita en el decimosexto volumen del Diccionario geográfico-estadístico-histórico de España y sus posesiones de Ultramar de Pascual Madoz de la siguiente manera:

VILLAR DE LA ENCINA: v. con ayunt. en la prov. y dióc. de Cuenca (9 leg.), part. jud. de Belmonte (3), aud. terr. de Albacete (14) y c. g. de Castilla la Nueva, Madrid (21). sit. á la parte S. O. de la prov. en la falda de un cerro; su clima es templado combatido por el viento N. y alguna vez el S., y propenso á dolores de costado. Tiene 145 casas de mediana construccion y á propósito para labradores; escuela de primeras letras concurrida por 14 alumnos, y dotada con 1,300 rs.: para surtido del vecindario tiene á sus inmediaciones 2 pozos de agua dulce, y en el pueblo varios de Salobre. La igl, parr. (Ntra. Sra. de los Remedios) es de segundo ascenso, y está servida por un cura y 2 tenientes, para los anejos Casas de Haro, Carascosilla y Puebla de San Blas. El term. confina por N. con el de Pinarejo; E. Sta. Maria del Campo; S. Carrascosa de Haro, y O. Alconchel: en su jurisd. se halla la Puebla de San Blas, que antes pertenecia al castillo de Garcimuñoz. Su terreno es de mediana calidad y destinado á la siembra de cereales. Los caminos son locales, la carretera antigua romana que dirige de Huete á Murcia: se denomina asi por creer se construyó en aquella época: su estado es malo. La correspondencia se recibe de la cab. de part., lunes, jueves y sábados, y sale domingos, miércoles y viernes. prod.: trigo, cebada, centeno, avena y escaña; se cria ganado lanar, y alguna caza de liebres y perdices. ind.: la agrícola y los oficios indispensables á ella. comercio: la venta del sobrante de sus productos, y la importacion de arroz, bacalao, aceite, vino y demas artículos de consumo diario. pobl.: 124 vec., 493 alm. cap. prod.: 1.654,820 rs. imp.: 82,741. El presupuesto municipal asciende á 2,500 rs., y se cubre con el fondo de propios.
(Madoz, 1850, p. 248)

## Demografía
Villar de la Encina cuenta con una población de 149 habitantes (INE 2024).
| Gráfica de evolución demográfica de Villar de la Encina entre 1842 y 2021                                           |
| |
| Población de derecho según los censos de población del INE Población de hecho según los censos de población del INE |

## Administración
Alcaldes
1991-actual: Santiago Vieco Martínez

## Economía
Su principal recurso es la agricultura.

## Patrimonio

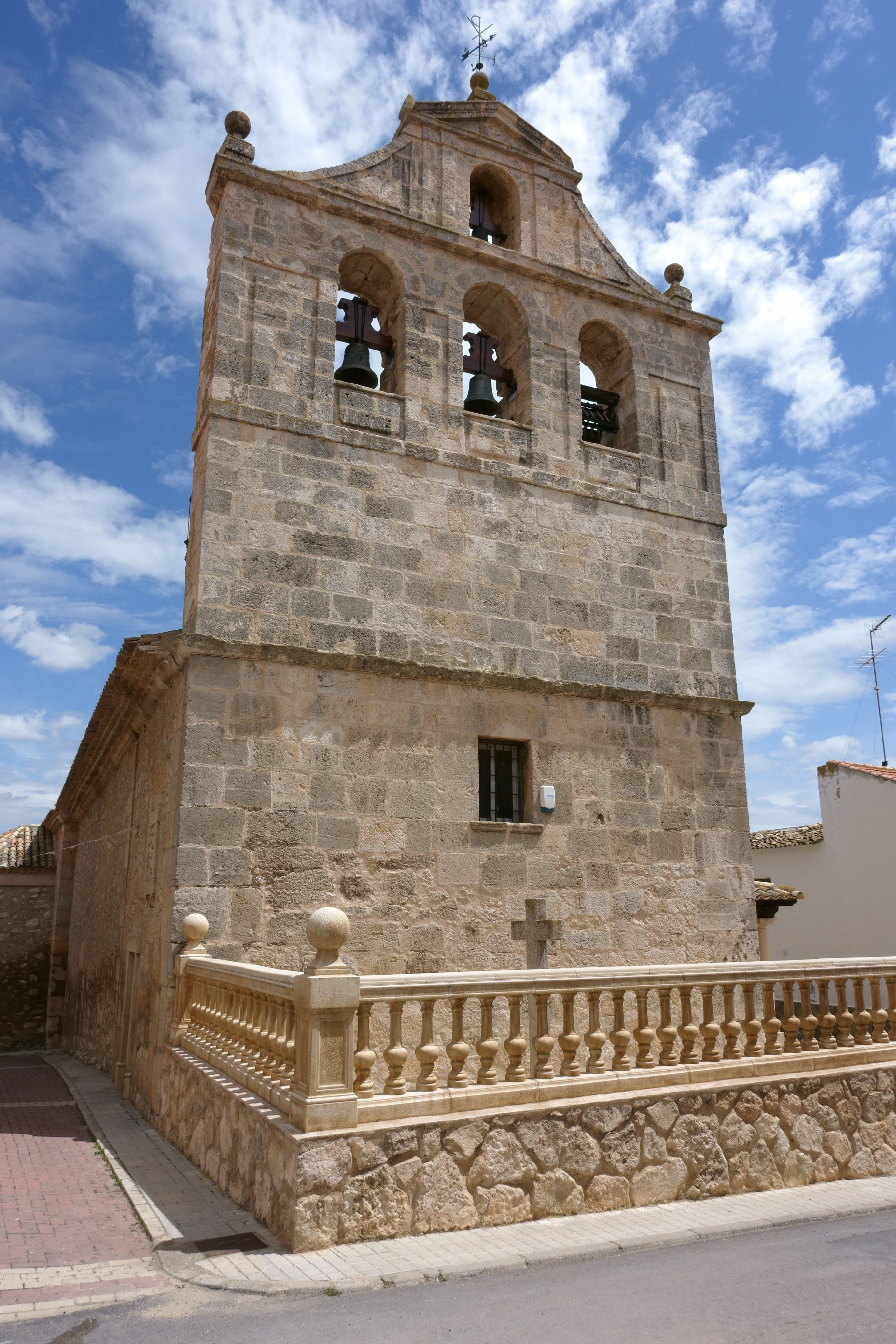
Iglesia de Nuestra Señora de los Remedios

En la localidad hay una iglesia bajo la advocación de Nuestra Señora de los Remedios.

## Fiestas
Sus fiestas patronales se celebran la semana del 16 de agosto en honor de San Roque.